# 빅토르 피카이젠
빅토르 알렉산드로비치 피카이젠(러시아어: Ви́ктор Алекса́ндрович Пика́йзен, 1933년 2월 15일~2023년 7월 6일)은 러시아의 바이올린 연주자이다. 1958년 차이콥스키 국제 콩쿠르에서 2위에 올랐다.

## 생애
현재의 우크라이나의 키이우에서 태어났으며 5살 때 아버지인 알렉산드르에게 처음으로 바이올린을 배웠다. 1941년부터 1944년까지 키예프 음악원에서 바이올린을 전문적으로 배웠고 이후 그네신 주립 음악대학에서 다비드 오이스트라흐를 사사했다. 이후 모스크바 음악원에 진학하여 오이스트라흐에게 계속 교육을 받으며 졸업했다.
1949년 프라하에서 열린 얀 쿠벨리크 콩쿠르에서 1위에 올랐고 1955년 퀸 엘리자베스 콩쿠르 4위에 올랐다. 1957년 롱티보 크레스팽 국제 콩쿠르와 1958년 차이콥스키 국제 콩쿠르에서 2위에 올랐고 1965년 파가니니 국제 콩쿠르에서 1위 올랐다.
1966년부터 1986년까지 모교 모스크바 음악원 교수를 맡으며 후진을 양성했다. 1993년에는 튀르키예로 건너가 앙카라 음악원 교수를 맡았고 2006년에 모스크바 음악원 교수로 다시 취임하여 2016년까지 역임했다.

## 수상
- 러시아 SFSR 인민예술인
- 소련 공훈예술인
- 존경훈장